# Кућа Лазара Ристовића у Драгољу
Кућа Лазара Ристовића је објекат који се налази у Горњем Милановцу. За непокретно културно добро као споменик културе поглашена је 1950. године. 

## Опште информације
У овој кући се родио Душан Дугалић, учесник Народноослободилачке борбе и народни херој Југославије. Објекат је стављен под заштиту 1950. године, а кућа чатмара грађена је над подрумом.
Грађевинским дорадама изгубила је енографске вредности зграде народног градитељства, али је и даље значајна јер су у њој родио Душан Дугаљић. Налази се у приватној своји у насељу Драгољ.